# الاوانیو
الاوانیو (به لاتین: Alavanyo) یک منطقهٔ مسکونی در غنا است که در منطقه ولتا واقع شده‌است.